# Krooshek

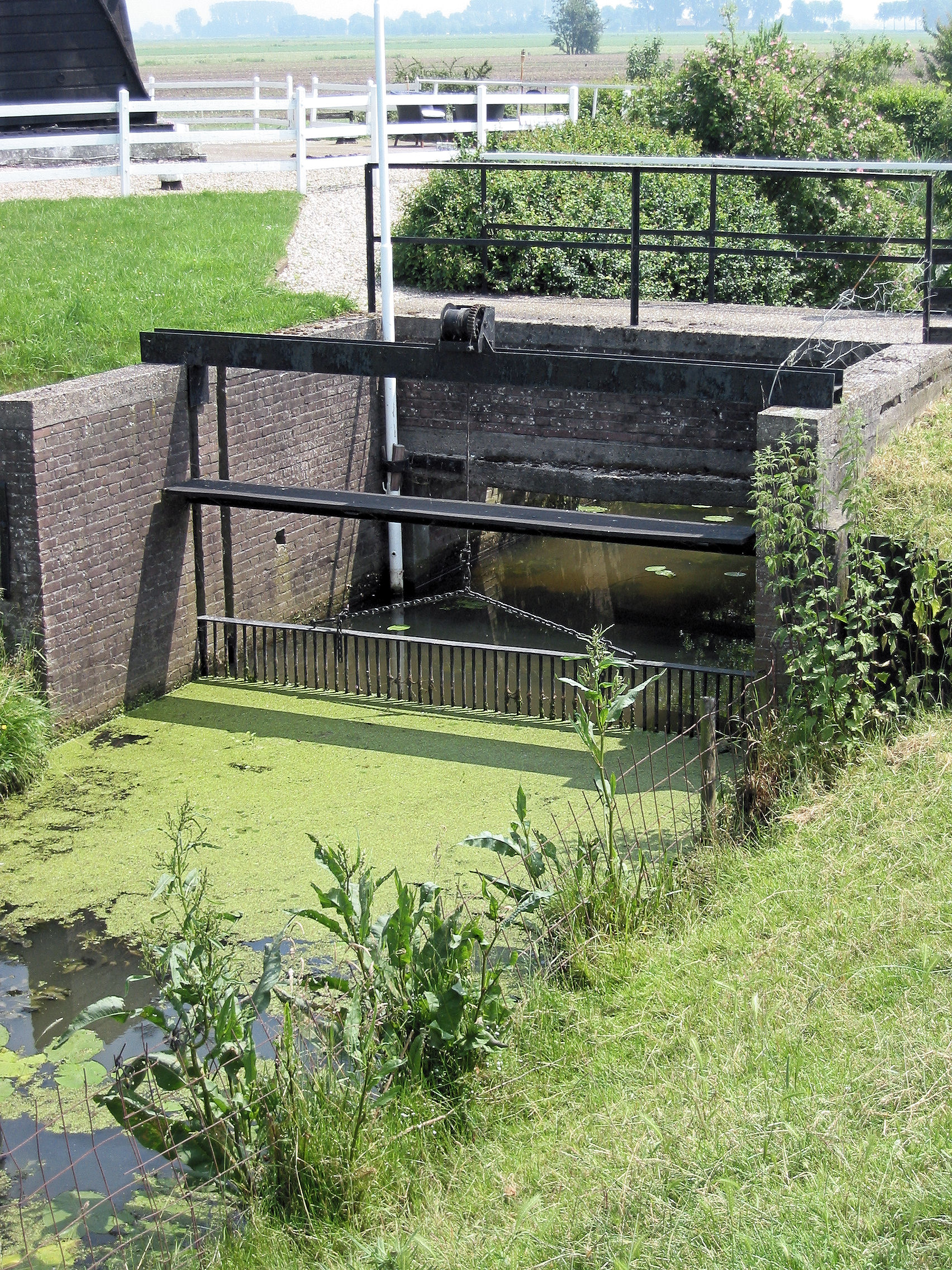
Krooshek van de Laaglandse Molen

Een krooshek wordt gebruikt bij poldermolens en gemalen om drijvend materiaal, zoals planten, waaronder eendenkroos en hout, tegen te houden. Hierdoor wordt het scheprad of de vijzel tijdens het malen niet beschadigd.
Ook wordt een krooshek toegepast bij een onderleider, deze kunnen namelijk snel verstopt raken wanneer zwaarder materiaal meegevoerd wordt.